# Wikipedia fińskojęzyczna
Wikipedia fińskojęzyczna (Suomenkielinen Wikipedia) – edycja Wikipedii prowadzona w języku fińskim.
Fińskojęzyczna edycja założona została w drugiej połowie 2002, lecz prędkość jej wzrostu był bardzo mały do końca 2003, kiedy oprogramowanie MediaWiki wkroczyło w fazę III w listopadzie. Na wiosnę 2005 projekt wydawał się zdobywać coraz większą popularność, prawdopodobnie dzięki zainteresowaniu nim fińskich mediów.
Na dzień 8 listopada 2008 roku zawierała 183 845 artykułów, co stawiało ją na 14 miejscu pośród największych edycji. Próg 100 000 haseł osiągnęła 11 lutego 2007 roku.
Stosunkowo mała liczba artykułów spowodowana jest małą liczbą osób, których językiem ojczystym jest fiński. Jednakże w stosunku liczby edytorów do liczby artykułów Wikipedia fińskojęzyczna jest wysoko w rankingu.

## Liczba artykułów
- 100 000 artykułów – 11 lutego 2007
- 90 000 artykułów – 7 grudnia 2006
- 50 000 artykułów – 21 lutego 2006
- 25 000 artykułów – 27 czerwca 2005
- 10 000 artykułów – 14 października 2004
- 5000 artykułów – kwiecień 2004
- 1000 artykułów – wrzesień 2003